# Queen's Club Championships

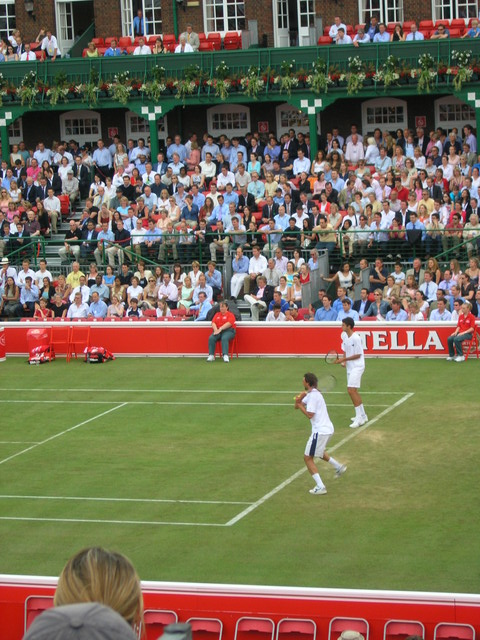
Goran Ivanišević och Mario Ančić spelar dubbel under Queen's Club Championships 2004

Queen's Club Championships är en tennisturnering på ATP-touren som spelas årligen under juni månad, efter Franska öppna, som uppvärmning inför Wimbledonmästerskapen. Turneringen spelas på gräs på Queen's Club i London och är en del av ATP 500 Series.
Turneringen har genom åren vunnits av många storstjärnor som Rafael Nadal, Andy Roddick och Lleyton Hewitt. Andy Roddick har kallat banorna "förmodligen de bästa i världen".

## Resultat

### Herrsingel
Sedan 1969:
| År      | Mästare                                  | Finalist                                 | Resultat                                 |
| ------- | ---------------------------------------- | ---------------------------------------- | ---------------------------------------- |
| 2021    | Matteo Berrettini                        | Cameron Norrie                           | 6–4, 6–7(5–7), 6–3                       |
| 2020    | Hölls inte på grund av covid-19-pandemin | Hölls inte på grund av covid-19-pandemin | Hölls inte på grund av covid-19-pandemin |
| 2019    | Feliciano López                          | Gilles Simon                             | 6–2, 6–7(4–7), 7-6(7–2)                  |
| 2018    | Marin Čilić                              | Novak Djokovic                           | 5–7, 7–6(7–4), 6–3                       |
| 2017    | Feliciano López                          | Marin Čilić                              | 4–6, 7–6(7–2), 7–6(10–8)                 |
| 2016    | Andy Murray                              | Milos Raonic                             | 6–7(5–7), 6–4, 6–3                       |
| 2015    | Andy Murray                              | Kevin Anderson                           | 6–3, 6–4                                 |
| 2014    | Grigor Dimitrov                          | Feliciano López                          | 6–7(8–10), 7–6(7–1), 7–6(8–6)            |
| 2013    | Andy Murray                              | Marin Čilić                              | 5–7, 7–5, 6–3                            |
| 2012    | Marin Čilić                              | David Nalbandian                         | 6–7(3–7), 4–3 diskvalificerad            |
| 2011    | Andy Murray                              | Jo-Wilfried Tsonga                       | 3–6, 7–6(7–2), 6–4                       |
| 2010    | Sam Querrey                              | Mardy Fish                               | 7–6(7–3), 7–5                            |
| 2009    | Andy Murray                              | James Blake                              | 7–5, 6–4                                 |
| 2008    | Rafael Nadal                             | Novak Djokovic                           | 7-6 (8-6), 7-5                           |
| 2007    | Andy Roddick                             | Nicolas Mahut                            | 4-6, 7-6, 7-6                            |
| 2006    | Lleyton Hewitt                           | James Blake                              | 6-4, 6-4                                 |
| 2005    | Andy Roddick                             | Ivo Karlovic                             | 7-6, 7-6                                 |
| 2004    | Andy Roddick                             | Sébastien Grosjean                       | 7-6, 6-4                                 |
| 2003    | Andy Roddick                             | Sébastien Grosjean                       | 6-3, 6-3                                 |
| 2002    | Lleyton Hewitt                           | Tim Henman                               | 4-6, 6-1, 6-4                            |
| 2001    | Lleyton Hewitt                           | Tim Henman                               | 7-6, 7-6                                 |
| 2000    | Lleyton Hewitt                           | Pete Sampras                             | 6-4, 6-4                                 |
| 1999    | Pete Sampras                             | Tim Henman                               | 6-7, 6-4, 7-6                            |
| 1998    | Scott Draper                             | Laurence Tieleman                        | 7-6, 6-4                                 |
| 1997    | Mark Philippoussis                       | Goran Ivanišević                         | 7-5, 6-3                                 |
| 1996    | Boris Becker                             | Stefan Edberg                            | 6-4, 7-6                                 |
| 1995    | Pete Sampras                             | Guy Forget                               | 7-6, 7-6                                 |
| 1994    | Todd Martin                              | Pete Sampras                             | 7-6, 7-6                                 |
| 1993    | Michael Stich                            | Wayne Ferreira                           | 6-3, 6-4                                 |
| 1992    | Wayne Ferreira                           | Shuzo Matsuoka                           | 6-3, 6-4                                 |
| 1991    | Stefan Edberg                            | David Wheaton                            | 6-2, 6-3                                 |
| 1990    | Ivan Lendl                               | Boris Becker                             | 6-3, 6-2                                 |
| 1989    | Ivan Lendl                               | Christo Van Rensburg                     | 4-6, 6-3, 6-4                            |
| 1988    | Boris Becker                             | Stefan Edberg                            | 6-1, 3-6, 6-3                            |
| 1987    | Boris Becker                             | Jimmy Connors                            | 6-7, 6-3, 6-4                            |
| 1986    | Tim Mayotte                              | Jimmy Connors                            | 6-4, 2-1 (uppgivet)                      |
| 1985    | Boris Becker                             | Johan Kriek                              | 6-2, 6-3                                 |
| 1984    | John McEnroe                             | Leif Shiras                              | 6-1, 3-6, 6-2                            |
| 1983    | Jimmy Connors                            | John McEnroe                             | 6-3, 6-3                                 |
| 1982    | Jimmy Connors                            | John McEnroe                             | 7-5, 6-3                                 |
| 1981    | John McEnroe                             | Brian Gottfried                          | 7-6, 7-5                                 |
| 1980    | John McEnroe                             | Kim Warwick                              | 6-3, 6-1                                 |
| 1979    | John McEnroe                             | Victor Pecci                             | 6-7, 6-1, 6-1                            |
| 1978    | Tony Roche                               | John McEnroe                             | 8-6, 9-7                                 |
| 1977    | Raúl Ramírez                             | Mark Cox                                 | 9-7, 7-5                                 |
| 1974-76 | spelades inte                            | spelades inte                            | spelades inte                            |
| 1973    | Ilie Năstase                             | Roger Taylor                             | 9-8, 6-3                                 |
| 1972    | Jimmy Connors                            | John Paish                               | 6-2, 6-3                                 |
| 1971    | Stan Smith                               | John Newcombe                            | 8-6, 6-3                                 |
| 1970    | Rod Laver                                | John Newcombe                            | 6-4, 6-3                                 |
| 1969    | Fred Stolle                              | John Newcombe                            | 6-3, 22-20                               |

### Herrdubbel
Sedan 1969:
| År      | Mästare                                  | Finalister                               | Resultat                                 |
| ------- | ---------------------------------------- | ---------------------------------------- | ---------------------------------------- |
| 2021    | Pierre-Hugues Herbert Nicolas Mahut      | Reilly Opelka John Peers                 | 6–4, 7–5                                 |
| 2020    | Hölls inte på grund av covid-19-pandemin | Hölls inte på grund av covid-19-pandemin | Hölls inte på grund av covid-19-pandemin |
| 2019    | Feliciano López Andy Murray              | Rajeev Ram Joe Salisbury                 | 7–6(8–6), 5–7, [10–5]                    |
| 2018    | Henri Kontinen John Peers                | Jamie Murray Bruno Soares                | 6–4, 6–3                                 |
| 2017    | Jamie Murray Bruno Soares                | Julien Benneteau Édouard Roger-Vasselin  | 6–2, 6–3                                 |
| 2016    | Pierre-Hugues Herbert Nicolas Mahut      | Chris Guccione André Sá                  | 6–3, 7–6(7–5)                            |
| 2015    | Pierre-Hugues Herbert Nicolas Mahut      | Marcin Matkowski Nenad Zimonjić          | 6–2, 6–2                                 |
| 2014    | Alexander Peya Bruno Soares              | Jamie Murray John Peers                  | 4–6, 7–6(7–4), [10–4]                    |
| 2013    | Bob Bryan Mike Bryan                     | Alexander Peya Bruno Soares              | 4–6, 7–5, [10–3]                         |
| 2012    | Max Mirnyi Daniel Nestor                 | Bob Bryan Mike Bryan                     | 6–3, 6–4                                 |
| 2011    | Bob Bryan Mike Bryan                     | Mahesh Bhupathi Leander Paes             | 6–7(2–7), 7–6(7–4), [10–6]               |
| 2010    | Novak Djokovic Jonathan Erlich           | Karol Beck David Škoch                   | 6–7(6–8), 6–2, [10–3]                    |
| 2009    | Wesley Moodie Mikhail Youzhny            | Marcelo Melo André Sá                    | 6–4, 4–6, [10–6]                         |
| 2008    | Daniel Nestor / Nenad Zimonjić           | Marcelo Melo / André Sá                  | 6-4, 7-6 (7-3)                           |
| 2007    | Mark Knowles / Daniel Nestor             | Bob Bryan / Mike Bryan                   | 7-5, 6-4                                 |
| 2006    | Paul Hanley / Kevin Ullyett              | Jonas Björkman / Max Mirnyi              | 6-4, 7-6                                 |
| 2005    | Bob Bryan / Mike Bryan                   | Jonas Björkman / Max Mirnyi              | 6-7, 7-6, 7-6                            |
| 2004    | Bob Bryan / Mike Bryan                   | Mark Knowles / Daniel Nestor             | 6-3, 6-4                                 |
| 2003    | Mark Knowles / Daniel Nestor             | Mahesh Bhupathi / Max Mirnyi             | 6-3, 6-4                                 |
| 2002    | Wayne Black / Kevin Ullyett              | Mahesh Bhupathi / Max Mirnyi             | 7-6, 3-6, 6-3                            |
| 2001    | Bob Bryan / Mike Bryan                   | Eric Taino / David Wheaton               | 6-3, 6-2                                 |
| 2000    | Todd Woodbridge / Mark Woodforde         | Jonathan Stark / Eric Taino              | 7-6, 6-4                                 |
| 1999    | Sébastien Lareau / Alex O'Brien          | Todd Woodbridge / Mark Woodforde         | 6-3, 7-6                                 |
| 1998    | finalen strykt p.g.a. dåligt väder       | finalen strykt p.g.a. dåligt väder       | finalen strykt p.g.a. dåligt väder       |
| 1997    | Mark Philippoussis / Patrick Rafter      | Sandon Stolle / Cyril Suk                | 6-2, 4-6, 7-5                            |
| 1996    | Todd Woodbridge / Mark Woodforde         | Sébastien Lareau / Alex O'Brien          | 6-2, 6-7, 6-3                            |
| 1995    | Todd Martin / Pete Sampras               | Jan Apell / Jonas Björkman               | 6-4, 6-2                                 |
| 1994    | Jan Apell / Jonas Björkman               | Todd Woodbridge / Mark Woodforde         | 5-7, 7-6, 6-4                            |
| 1993    | Todd Woodbridge / Mark Woodforde         | Neil Broad / Gary Muller                 | 6-4, 6-7, 6-3                            |
| 1992    | John Fitzgerald / Anders Järryd          | Goran Ivanišević / Diego Nargiso         | 7-6, 2-6, 16-14                          |
| 1991    | Todd Woodbridge / Mark Woodforde         | Grant Connell / Glenn Michibata          | 7-6, 6-4                                 |
| 1990    | Jeremy Bates / Kevin Curren              | Henri Leconte / Ivan Lendl               | 7-6, 6-4                                 |
| 1989    | Darren Cahill / Mark Kratzmann           | Tim Pawsat / Laurie Warder               | 7-6, 6-3                                 |
| 1988    | Ken Flach / Robert Seguso                | Pieter Aldrich / Danie Visser            | 6-2, 7-6                                 |
| 1987    | Guy Forget / Yannick Noah                | Rick Leach / Tim Pawsat                  | 6-4, 6-4                                 |
| 1986    | Kevin Curren / Guy Forget                | Darren Cahill / Mark Kratzmann           | 6-2, 7-6                                 |
| 1985    | Ken Flach / Robert Seguso                | Pat Cash / John Fitzgerald               | 3-6, 6-3, 16-14                          |
| 1984    | Pat Cash / Paul McNamee                  | Bernard Mitton / Butch Walts             | 6-4, 6-3                                 |
| 1983    | Brian Gottfried / Paul McNamee           | Kevin Curren / Steve Denton              | 6-4, 6-3                                 |
| 1982    | John McEnroe / Peter Rennert             | Victor Amaya / Hank Pfister              | 7-6, 7-5                                 |
| 1981    | Pat Du Pré / Brian Teacher               | Kevin Curren / Steve Denton              | 3-6, 7-6, 11-9                           |
| 1980    | Rod Frawley / Geoff Masters              | Paul McNamee / Sherwood Stewart          | 6-2, 4-6, 11-9                           |
| 1979    | Tim Gullikson / Tom Gullikson            | Marty Riessen / Sherwood Stewart         | 6-4, 6-4                                 |
| 1978    | Bob Hewitt / Frew McMillan               | Fred McNair / Raúl Ramírez               | 6-2, 7-5                                 |
| 1977    | Anand Amritraj / Vijay Amritraj          | John Lloyd / David Lloyd                 | 6-1, 6-2                                 |
| 1974-76 | spelades inte                            | spelades inte                            | spelades inte                            |
| 1973    | Tom Okker / Marty Riessen                | Ray Keldie / Raymond Moore               | 6-4, 7-5                                 |
| 1972    | Jim McManus / Jim Osborne                | Jürgen Fassbender / Karl Meiler          | 4-6, 6-3, 7-5                            |
| 1971    | Tom Okker / Marty Riessen                | Stan Smith / Erik Van Dillen             | 8-6, 4-6, 15-13                          |
| 1970    | Tom Okker / Marty Riessen                | Arthur Ashe / Charlie Pasarell           | 7-9, 6-4, 9-7                            |
| 1969    | Owen Davidson / Dennis Ralston           | Ove Bengtson / Thomaz Koch               | 8-6, 6-3                                 |

### Damsingel
| År   | Mästare       | Finalist         | Finalpoäng |
| ---- | ------------- | ---------------- | ---------- |
| 1973 | Chris Evert   | Karen Krantzcke  | 6-4, 6-0   |
| 1972 | Olga Morozova | Evonne Goolagong | 6-2, 6-3   |

### Damdubbel
| År   | Mästare                         | Finalister                   | Finalpoäng    |
| 1973 | Rosie Casals / Billie Jean King | Brenda Kirk / Pat Walkden    | 5-7, 7-0, 6-2 |
| 1972 | Rosie Casals / Billie Jean King | Françoise Durr / Betty Stöve | 4-6, 6-3, 7-5 |